# Valgamaa
Valga (estisk: Valga maakond), eller Valgamaa,  er et af Estlands 15 amter (maakond) og er beliggende i den sydøstlige del af  landet. Valga grænser til Tartumaa i nord, Põlvamaa og Võrumaa i øst og Viljandimaa i nord-vest. Valga grænser også til Letland i syd.

## Kommuner
Amtet er efter kommunesammenlægninger ved en landsomfattende administrativ reform efter kommunalvalgene 15. oktober 2017 inddelt i 10 kommuner. Det er tre bykommuner (estisk: linnad) og syv landkommuner (estisk: vallad). Antallet af kommuner i Estland blev reduceret fra 213 til 79 i denne reform.
Bykommuner
- Tõrva
- Valga
- Otepää

Landkommuner:
- Helme
- Hummuli
- Laatre
- Puka
- Sangaste
- Tsirguliina
- Õru

57°52′N 26°10′Ø / 57.87°N 26.17°Ø